# أربيان مثقوب
أربيان مثقوب (الاسم العلمي: Anthemis scrobicularis) هو نوع نباتي يتبع جنس الأربيان من الفصيلة النجمية.

## الموئل والانتشار
الانتشار والموئل في بلاد الشام.[بحاجة لمصدر]